# Heteropternis couloniana
Heteropternis couloniana är en insektsart som först beskrevs av Henri Saussure 1884.  Heteropternis couloniana ingår i släktet Heteropternis och familjen gräshoppor. Inga underarter finns listade i Catalogue of Life.